# 紐約市LGBT驕傲遊行

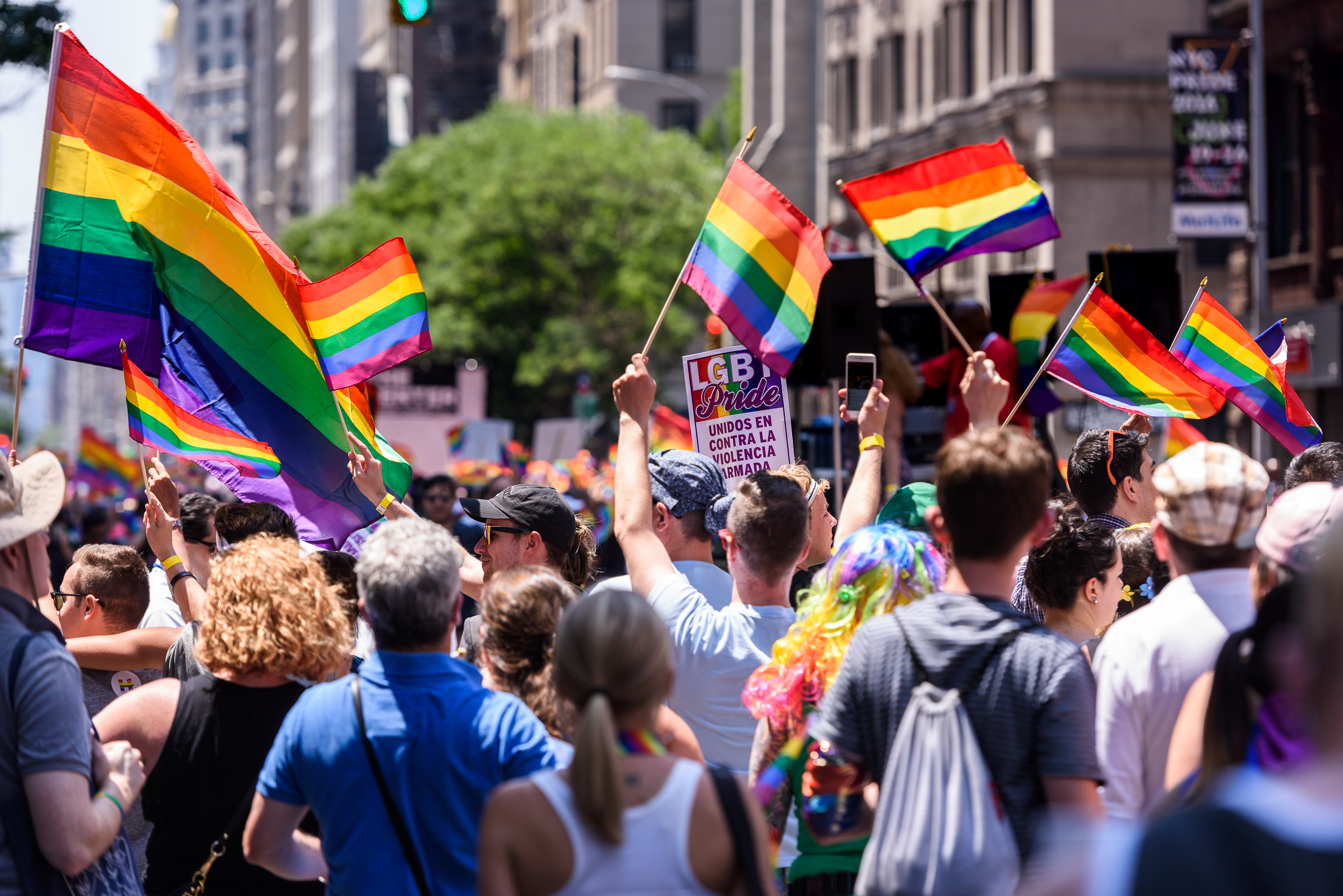
2016年遊行

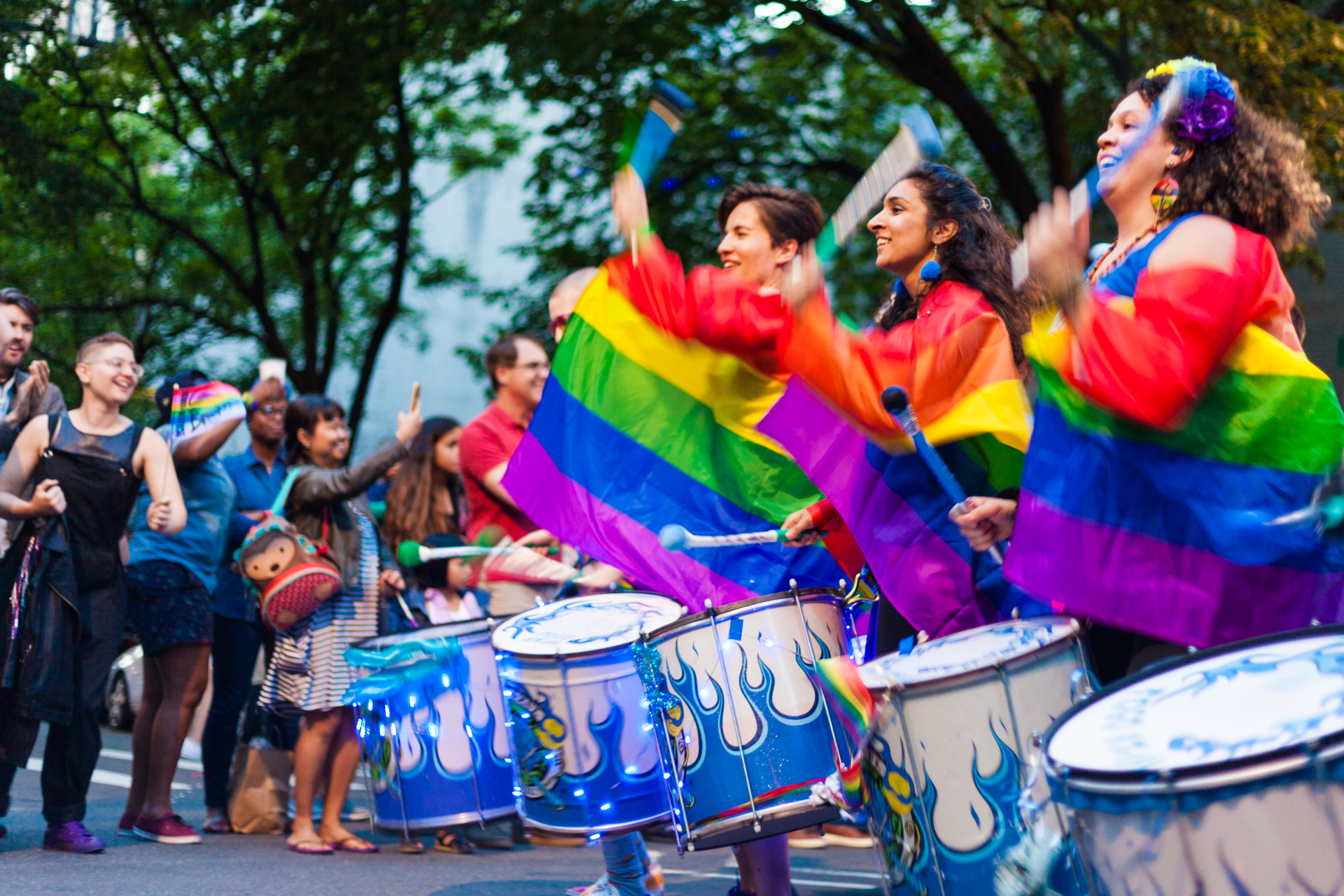
2019年時於布魯克林公园坡

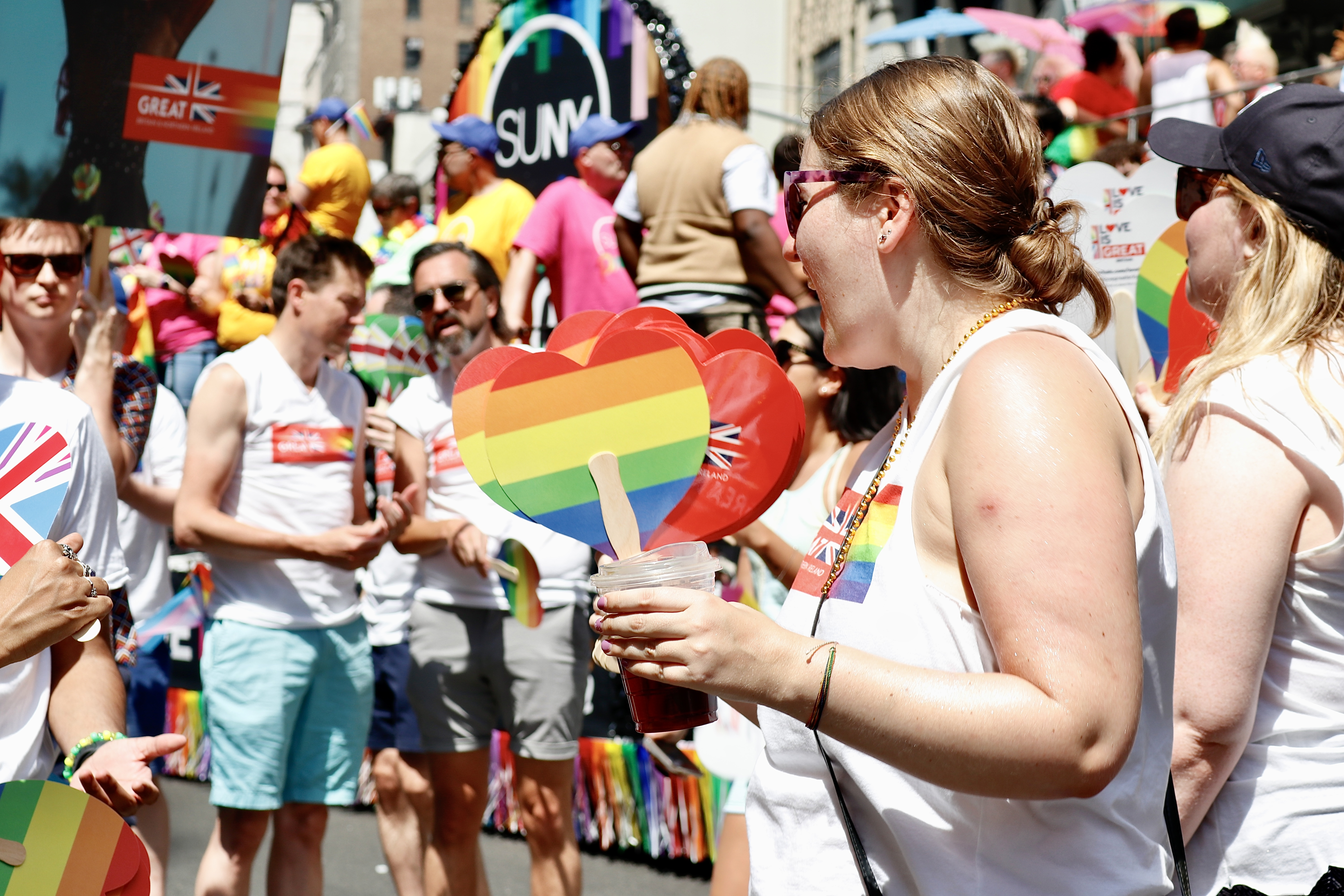
2022年境況

紐約市LGBT驕傲遊行（英語：LGBT Pride March，常稱作：Pride Parade）是一項每年在美國紐約市舉辦的驕傲遊行活動，遊行從第五大道開始向南至格林威治村結束。遊行隊伍行經位於克里斯多弗街的石牆酒吧（Stonewall Inn），該處是1969年警察突襲行動的地點，也是當代LGBT權利運動的重要發祥地。
紐約市驕傲週間（Pride Week）的主要活動包括大遊行、PrideFest（慶典活動），以及在港口邊舉行的派對「Dance on the Pier」。Heritage of Pride（HOP）自1984年起成為紐約市驕傲活動的規劃籌辦單位。

## 歷史
在1969年6月28日星期六的清晨，一群男女同性戀者與跨性別者在警察突襲紐約市同志酒吧石牆後開始暴動。這場延續數個夜晚的抗爭與暴動成為了當代LGBT權利運動的重要起源，也讓LGBT驕傲遊行更加受到公眾的關注。
1969年11月2日，在費城舉行的東岸區同志組織大會（ERCHO）上，克雷格·羅德威爾（Craig Rodwell）、弗瑞德·沙間特（Fred Sargeant）、艾倫·布洛伊狄（Ellen Broidy），和琳達·羅德斯（Linda Rhodes）提出了第一場在紐約市舉行之驕傲遊行的計劃。

「為了讓年度的紀念活動能顯得更加重要、接觸到更多人群，並讓我們面臨的基本人權困境狀況能夠在時間和空間上向前推進。我們提案在每年六月的最後一個星期六於紐約市舉辦一場示威活動，以紀念1969年克里斯托福街的那場自發性抗爭行動，而這場活動將稱為『克里斯多弗街自由日』。這場活動將沒有任何服裝或年齡的規範限制。我們也提案向全國各地的同志組織取得聯繫，請他們避免在同一天舉行同性質的示威活動。我們提案的是一場全國性的聲援活動。」

在ERCHO大會上，除了來自紐約的馬太辛協會（Mattachine Society）棄權外，所有參加者都投票支持了遊行的舉辦。同志解放前線（GLF）的與會代表也參與了這場大會，並以羅德威爾一行人所屬之組織「鄰里同志青年行動」（HYMN）的嘉賓身份出席。
遊行的規劃會議在一月上旬於羅德威爾位於克里斯多弗的公寓中展開。起初他們在邀請紐約主要同志組織（如同志運動聯盟（GAA））派出參與代表上遇到了困難。克雷格·羅德威爾和夥伴弗瑞德·沙間特、艾倫·布洛伊狄、邁可·布朗（Michael Brown）、馬堤·尼克森（Marty Nixon）和來自馬太辛協會的佛斯特·剛尼森（Foster Gunnison）組成了稱為CSLDUC的核心小組。在籌款方面，由剛尼森擔任會計並向國內的同志組織和支持者尋求捐助、沙間特利用奧斯卡王爾德紀念書店的客戶名單發出募款邀請，而尼克森則以他在同志解放前線（GLF）擔任會計的身份向該組織取得財務贊助。組織委員會的其他重要成員包括朱蒂·米勒（Judy Miller）、傑克·瓦魯斯卡（Jack Waluska）、史蒂夫·傑瑞（Steve Gerrie）和GLF的布蘭達·霍華（Brenda Howard）。由於認為較多人會在星期日出門參與遊行，並為了紀念石牆暴動的開始日期，CSLDUC將第一場遊行的日期定在1970年6月28日星期日。而隨著1970年4月邁可科·提斯（Michael Kotis）取代狄克·雷斯克（Dick Leitsch）成為馬太辛協會的主席，該協會對遊行的不支持態度也宣告結束。
布蘭達·霍華（Brenda Howard）因為她在籌辦遊行的功勞而被譽為「驕傲遊行之母」。霍華也率先提案在驕傲日前後舉行為期一周的各種活動，成為了每年六月在世界各底舉行之LGBT驕傲慶典的起源。此外，霍華與LGBT權力運動家羅伯特·馬汀（Robert A. Martin aka Donny the Punk）和L. 克雷格·史昆梅克（L. Craig Schoonmaker）也讓「驕傲」（Pride，或譯：自豪）一詞被廣泛用來形容類似的活動。
1970年6月28日的「克里斯多弗街解放日」是石牆暴動的一週年紀念日，也是美國歷史上第一場的LGBT驕傲遊行，活動的範圍涵蓋了至中央公園為止的51個街區。由於現場群眾的激動程度，以及參與者對於持著同志標語和看板行走於市區的警戒心，這場遊行僅花了不到預定時間的一半就結束了。雖然遊行的許可證直到開始前的兩個小時才送達，遊行者僅遭遇了來自少數周圍民眾的抗拒阻撓。《紐約時報》在隔天頭版刊登了這場遊行的報導，內容指出遊行隊伍橫跨了15個街區。《村聲》雜誌也刊登了正面的相關報導，形容遊行是「對一年前石牆酒吧警察突襲事件的的最前線抗拒行動」
從1948年起，Heritage of Pride（HOP）就成為了紐約市驕傲活動的規劃籌辦單位。

## 資料來源
1. ↑  Stryker, Susan. . PlanetOut.   [2010-06-28]. （原始内容存档于2008-03-31）.
2. 1 2  .   [2013-07-01]. （原始内容存档于2008-03-24）.
3. ↑  Sargeant, Fred. . The Village Voice. 2010-06-22  [2011-01-03]. （原始内容存档于2015-06-08）.
4. 1 2  Carter, p. 230
5. ↑  Marotta, pp. 164–165
6. ↑  Teal, pp. 322–323
7. ↑  Duberman, pp. 255, 262, 270–280
8. ↑  Duberman, p. 227
9. ↑  Nagourney, Adam. . New York Times. 2000-06-25  [2011-01-03]. （原始内容存档于2015-05-27）.
10. ↑  Carter, p. 247
11. ↑  Teal, p. 323
12. ↑  Duberman, p. 271
13. ↑  Duberman, p. 272
14. ↑  Duberman, p. 314 n93
15. ↑  .   [2013-07-01]. （原始内容存档于2008-01-18）.
16. ↑  Dynes, Wayne R. Pride (trope), Homolexis 的存檔，存档日期2011-07-12.
17. 1 2  Fosburgh, Lacey (June 29, 1970). "Thousands of Homosexuals Hold A Protest Rally in Central Park" （页面存档备份，存于）, The New York Times, p. 1.
18. ↑  Clendinen, p. 62–64.
19. ↑  LaFrank, p. 20.

## 外部連結
- 遊行官方網站 （页面存档备份，存于）（英文）